# Baumgarten bei Gnas
Pour les articles homonymes, voir Baumgarten.
Baumgarten bei Gnas est une ancienne commune autrichienne du district de Südoststeiermark en Styrie, qui a été rattachée au bourg de Gnas le 1er janvier 2015.